# Corazón con los dedos

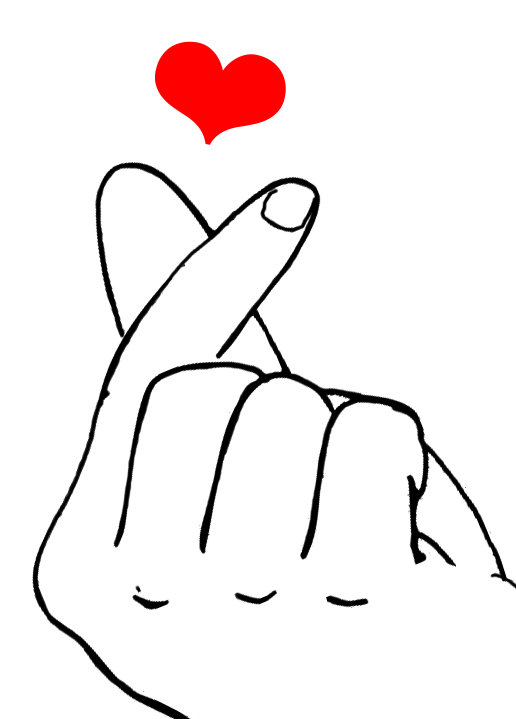
Corazón coreano

Un corazón con los dedos o corazón coreano (en hangul, 손가락 하트; romanización revisada, songalag hateu) es un gesto realizado cuando una persona crea una forma de corazón usando sus dedos índice y pulgar.
Fue inventado por Kim Hye-Soo alrededor de los años setenta
En Corea del Sur es un símbolo conocido entre las estrellas del k-pop y sus seguidores para demostrar agradecimiento. Posteriormente se hizo popular en las selfies entre amigos en Corea del Sur.
El gesto con los dedos índice y pulgar se hizo popular en todo el continente asiático debido a la popularidad allí del k-pop y las obras de drama coreano. Aunque en el resto del mundo, sobre todo en el mundo occidental, es un gesto similar al de pedir dinero o referirse a algún artículo caro y por lo tanto es fácil confundirlo con este último en dichas partes del mundo.

## Controversia
El símbolo ya era usado en Japón en la década de los 60s por el primer grupo Johnny's.
Al igual que fue usado por Michael Jackson en los años 70s.